# 有村智恵
有村 智恵（ありむら ちえ、1987年11月22日 - ）は、日本の女子プロゴルファー。熊本県熊本市東区出身。東北高等学校卒業。所属は2008年1月31日より日本ヒューレット・パッカード。2009年より東京都を拠点としている。
得意なクラブはピッチングウェッジ。日本女子ツアー屈指のショットメーカー、ショットの切れはツアー随一と評されている。

## 来歴
熊本市立尾ノ上小学校時代は水泳選手で、九州大会出場の経験もある。小学4年時（10歳）よりゴルフを始め、一時期坂田ジュニアゴルフ塾にも在籍したが指導方針の違いから1年で籍を離れ、以後は父の指導で力を付けていく。九州学院中学校 時代には、2年時に日本ジュニアゴルフ選手権 女子12歳-14歳の部、3年時に全国中学校ゴルフ選手権大会を制覇する。
その後、憧れの宮里藍を追うようにして東北高等学校に進学。同校在籍時は、東北女子アマチュアゴルフ選手権や東北ジュニアゴルフ選手権を制した。高校3年時には日本ゴルフ協会アカデミック・ゴルフ・アウォード高校生の部・奨励賞を受賞している。
2006年3月に高校卒業後は、再び地元熊本を拠点としプロツアーに参戦する。2006年7月実施のプロテストを2位に7打差をつけるトップの成績で合格し、同年8月1日に日本女子プロゴルフ協会正会員（78期生）となる。正会員としてのトーナメント初出場は、8月25-27日のヨネックスレディスゴルフトーナメント。2006年シーズンの年間獲得賞金ランキング（賞金ランク）は60位と50位を下回ったためシード権は獲得できなかったが、ファイナルQTで3位となり2007年シーズンツアーへのほぼ全試合出場が認められた。
2007年シーズンは韓国系アメリカ人コーチのジェイ・ユーンに師事し、優勝こそないものの、トップテン入りが10回、賞金ランク13位、賞金総額約4764万円となり、初のシードを獲得した。
2008年6月29日、兵庫県・マダムJゴルフ倶楽部で開催されたプロミスレディスゴルフトーナメントで初優勝。20歳220日での日本女子ツアー初優勝は史上6位の年少記録である。2008年シーズンは獲得賞金約4735万円と2007年の獲得賞金とほぼ同額を維持したものの、賞金ランクは23位と10位順位を下げる結果となった。
2009年シーズン前に、コーチである父の下を離れ活動拠点を熊本から東京に移し、専属コーチをつけない方針で2009年シーズンに臨んだ。同年4月24日、静岡県・川奈ホテルゴルフコース富士コースで行われたフジサンケイレディス第1ラウンドの5番ホールで、日本女子ツアー史上9人目となるアルバトロスを達成。同日、兵庫県・山の原ゴルフクラブで行われた男子ツアーのつるやオープンでも15番ホールでデビッド・スメイルがアルバトロスを達成したため、日本の男女ツアーで同日にアルバトロスが達成される珍しい記録となった。
2009年7月26日、米国女子ツアー初参戦となるエビアン・マスターズでは30位タイ。同年8月2日、メジャー初参戦となる全英リコー女子オープンでは予選落ちという結果に終わる。
2009年8月16日、NEC軽井沢72ゴルフトーナメントでは、初日から3日連続首位の完全優勝を達成。2009年シーズン3勝目を挙げ勝利数で横峯さくら・諸見里しのぶに並び、賞金ランクにおいても諸見里・横峯に続く3位へと上昇した。
2009年9月27日、第37回ミヤギテレビ杯ダンロップ女子オープンゴルフトーナメントで4勝目を挙げ、自身初・日本女子ツアー史上10人目の年間獲得賞金1億円突破を果たし、生涯獲得賞金は2億円を超えた。共に史上4番目の若さでの記録である。
2009年11月22日、第28回大王製紙エリエールレディスオープンでは、22歳の誕生日をぶっちぎり優勝で飾り、最終戦の三つどもえ賞金女王争いに持ち込んだ。“イチロー本”効果で54ホール最少ストローク日本人歴代2位の通算20アンダーをマークし5勝目を挙げた。
2009年シーズン最終結果は、賞金女王こそ逃したものの賞金ランク3位、獲得賞金1億4080万4810円と、共に自己最高を更新した。
2011年7月15日、スタンレーレディスゴルフトーナメントの1日目で8番ホールではアルバトロスを、16番ホールではホールインワンを達成。1日でアルバトロスとホールインワンを決めるのは、女子の世界主要ツアーでは初、日本プロゴルフでは男女通じて初、また日本女子プロツアーにおいて複数回のアルバトロスの記録も史上初である。有村は、リードを守って自身2度目となる完全優勝を果たした。
2012年9月9日、滋賀県甲賀市のタラオカントリークラブ 西コースで開催された日本女子プロゴルフ選手権大会コニカミノルタ杯を通算13アンダーで優勝し、公式戦・4日間競技初勝利。
2013年から2017年までは賞金ランク50位以下で終わるも、QTランキング8位で迎えた2018年は、7月の「サマンサタバサ ガールズコレクション・レディーストーナメント」で6年振りの優勝を果たすなど復調。賞金ランクを26位とし6年ぶりの賞金シードに復活した。
2019年は日本女子プロゴルフ協会の選手会に当たるプレーヤーズ委員会の委員長に就任し、協会と選手との橋渡し役を務めながら、選手としても、ツアー優勝は無かったが賞金ランク37位に入り賞金シードを維持した。

## 私生活
2021年12月に一般男性と結婚したことを自身の公式Youtubeチャンネル及びInstagramにて発表した。
2022年11月24日、妊活専念のため休養に入ることを公表。
2023年11月22日、自身の誕生日に更新したInstagramにて第1子妊娠を発表した。
2024年4月、双子の男児を出産。

## 人物
実家の家族構成は両親と、姉1人、妹1人。母のことを「人として生きていくための知恵を教わった」人として尊敬していると話している。ペットとして「コタロー」という名の犬（チワワ）を飼っている。愛車はホンダ・オデッセイ。座右の銘は、高校時代より「人事を尽くして天命を待つ」としている。子供の頃、習い事は習字、水泳、そろばんなどをしていた。
本を週に2、3冊は読了するほどの読書家で、読む本のジャンルは様々である（漫画については、『ONE PIECE』や『スラムダンク』等を読んでいることをツイッターや書籍『有村智恵のスーパー美スイング』で明かしている）。音楽はバラード系のものを好んで鑑賞する。カラオケでは本人曰く「ノリのいい曲」をよく歌い、原江里菜や佐伯三貴と同行することが多いという。かつてはブログの更新がまめで、日本ゴルフ界では「ブログ女王」と称されていた。
好きな俳優は竹財輝之助、貫地谷しほり、宮崎あおい、お笑いではトータルテンボス、アーティストではポルノグラフィティなどが好きで、特にポルノのメンバーとは一緒にゴルフをプレイしたこともある。そのほか、カラオケでも踊り付きで歌うくらいのAKB48の大ファンでもある。推しメンは前田敦子。他にもツイッターで「最近歌手のYUIさんとSKE48の松井れなちゃんが好きすぎてあんな風になりたい(´・_・`)」、と明かしていて、SKE48の松井玲奈にも憧れているようである。他、KARAと少女時代もファンと明かしていたことがある。ゴルフ以外では、プロ野球好きでもあり、読売ジャイアンツと東北楽天ゴールデンイーグルスのファンを公言している。ジャイアンツは昔から父がファンであったこと、イーグルスは田中将大ら仲のいい選手が多かったことからファンになったという。
本人のブログによれば宮里藍と同様高所恐怖症であるという。また、アルコールが苦手であり、飲むとすぐ頭痛になるとも語っていた。
かつて八重歯がチャームポイントと言われていたが、2011年に歯列矯正を行った。
精神面については、自身の容姿や性格に対するコンプレックスが強いため、有村曰く「勝負の世界にいるプロとして欠かせない」という『負けず嫌いの精神』が非常に強いことを自認している。
東北高校の2学年先輩にあたる宮里藍は有村の高校時代の様子について、「よく寝る」「いい意味でマイペース」「おっとりしている」等と語っている。他に性格については自ら「ここでやらかすという所で必ずミスするような意外とドジなところ」、「思いがなかなか伝えられない方」と明かしている。
同校スポーツ科の中では学業成績優秀で、常に学年2位以上をキープしていた。
同校ゴルフ部ではキャプテンを務めたが、同じ東北高校の同級生でゴルフ部の副キャプテンを務めた原江里菜とは在学当時、学校、部活動、寮と常に一緒だったためいつも衝突していた。しかし現在は休日を共に過ごしたり、原の初優勝の際には涙したり、ブログで中学時代の友人の話題の折り「こんな私にも、原江里菜以外の友達がいたんです(笑)」とコメントするほどの、仲の良い友人関係に修復されている。
2009年12月23日、大阪心斎橋の大丸で行われたトークショーでは、同店で開催されたゴルフイベントとしては最多とされる300人超のファンを動員、好きな男性のタイプは「草食系男子」「落ち着いた人」と語っていたが、2012年1月9日のブログにおいては「男らしい人。草食系は卒業しました。」とコメントしている。
2010年4月9日、第6回スタジオアリス女子オープンにおいて、自身初と語る横断幕が掲げられた。横断幕には「賞金女王へ！！“できる子”有村智恵」の文字が入り、テレビ・ニュース等でも取り上げられた。なお、この大会では見事プレーオフを制して優勝を飾り、横断幕の前で優勝記念撮影が行なわれた。
2011年、ゴルフダイジェスト・オンラインファン大賞を受賞。また、女子プロゴルファーをアイドルに見立て、AKB48総選挙に倣い「WGD総選挙」と銘打たれた人気投票の結果が『週刊ゴルフダイジェスト』2011年6月28日号にて発表され、71票で2位の宮里藍、31票で3位の横峯さくらを押さえ、有村が101票を獲得し1位となった。
谷亮子や伊達公子のような結婚後もプロとして第一線で活躍するスポーツ選手を理想としており、結婚するまでに永久シード権を獲得することを目標としている。他にも、賞金女王獲得、国外メジャー4大会に毎年フル出場、国外ツアー優勝といった目標を掲げている。
有村が女子プロゴルファーの中で、理想とするアスリートの身体を持つ選手は藤本麻子で、理想とするプロゴルファーの身体を持つ選手は朴仁妃だという。
着るウェアの色はピンク、緑などの鮮やかな色の原色系を好んでいるとも話している。
2020年に自身の公式Youtubeチャンネルを開設した。

## 契約先
- 所属 - 日本ヒューレット・パッカード
- スポンサー - 日本ヒューレット・パッカード、ブリヂストンスポーツ、VIVA HEART、ミサワホーム、西川産業、グリーンオン、コラントッテ、森永製菓「ウイダー」、興和
- クラブ・ボール・シューズ - ブリヂストンスポーツ「ツアーステージ」
- ウェア - VIVA HEART
- 所属事務所 - 株式会社ゾーン

## 年度別成績
| 年 度  | 獲 得 賞 金            | 平均ストローク  | 優勝 | 2位 | Top10入り | 予選落ち | 試合数 | 備考                                |
| ------ | ---------------------- | --------------- | ---- | --- | --------- | -------- | ------ | ----------------------------------- |
| 2006年 | 1128万6457円（60位）   | 73.4828（--位） | 0回  | 0回 | 2回       | 3回      | 11試合 |                                     |
| 2007年 | 4764万5954円（13位）   | 72.8272（14位） | 0回  | 1回 | 10回      | 6回      | 33試合 |                                     |
| 2008年 | 4735万0004円（23位）   | 73.1900（33位） | 1回  | 1回 | 10回      | 8回      | 35試合 |                                     |
| 2009年 | 1億4080万4810円（3位） | 70.7463 （3位） | 5回  | 5回 | 20回      | 1回      | 33試合 |                                     |
| 2010年 | 7924万7122円（6位）    | 71.2967 （4位） | 1回  | 2回 | 19回      | 2回      | 30試合 |                                     |
| 2011年 | 8868万9388円（3位）    | 70.9693 （2位） | 3回  | 1回 | 14回      | 0回      | 24試合 | 平均バーディー数3.4868は全選手中1位 |
| 2012年 | 1億188万9564円（3位）  | 70.7553 （3位） | 3回  | 3回 | 13回      | 2回      | 26試合 |                                     |

## 優勝記録

### アマチュア
- 2001年
  - 日本ジュニアゴルフ選手権 女子12歳-14歳の部[54]
- 2002年
  - 全国中学校ゴルフ選手権[54]
- 2003年
  - 全国中学校ゴルフ選手権 春季大会[54]
  - 東北女子アマチュアゴルフ選手権[54]
  - 東北ジュニアゴルフ選手権[54]
- 2004年
  - 東北女子アマチュアゴルフ選手権[54]

### プロ
| 開催時期           | 大会名                                                 | 開催ゴルフ場                                     |
| ------------------ | ------------------------------------------------------ | ------------------------------------------------ |
| 2008年6月27日-29日 | プロミスレディスゴルフトーナメント                     | マダムJゴルフ倶楽部（兵庫県加東市）              |
| 2009年5月1日-3日   | クリスタルガイザーレディスゴルフトーナメント           | 京葉カントリー倶楽部（千葉市若葉区）             |
| 6月26日-28日       | スタンレーレディスゴルフトーナメント                   | 東名カントリークラブ（静岡県裾野市）             |
| 8月14日-16日       | NEC軽井沢72ゴルフトーナメント                          | 軽井沢72ゴルフ・北コース（長野県軽井沢町）       |
| 9月25日-27日       | ミヤギテレビ杯ダンロップ女子オープンゴルフトーナメント | 利府ゴルフ倶楽部（宮城県利府町）                 |
| 11月20日-22日      | 大王製紙エリエールレディスオープン                     | エリエールゴルフクラブ（香川県三豊市）           |
| 2010年4月9日-11日  | スタジオアリス女子オープン                             | 花屋敷ゴルフ倶楽部・よかわコース（兵庫県三木市） |
| 2011年7月15日-17日 | スタンレーレディスゴルフトーナメント                   | 東名カントリークラブ（静岡県裾野市）             |
| 8月19日-21日       | CATレディースゴルフトーナメント                        | 大箱根カントリークラブ（神奈川県箱根町）         |
| 10月28日-30日      | 樋口久子森永製菓ウイダーレディス                       | 森永高滝カントリー倶楽部（千葉県市原市）         |
| 2012年4月27日-29日 | サイバーエージェントレディスゴルフトーナメント         | 鶴舞カントリー倶楽部（千葉県市原市）             |
| 7月13日-15日       | スタンレーレディスゴルフトーナメント                   | 東名カントリークラブ（静岡県裾野市）             |
| 9月6日-9日         | 日本女子プロゴルフ選手権大会コニカミノルタ杯（公式戦） | タラオカントリークラブ 西コース（滋賀県甲賀市）  |

## ツアー記録
- 45ホール最少ストローク
  - -12 2009年スタンレーレディスゴルフトーナメント 67・67・34
- 18ホール最少ストローク
  - -10 2009年大王製紙エリエールレディスオープン2R 62
- アルバトロス
  - 2009年フジサンケイレディスクラシック 1R No.5 470Y
  - 2011年スタンレーレディスゴルフトーナメント 1R No.8 503Y
- ホールインワン
  - 2011年スタンレーレディスゴルフトーナメント 1R No.16 135Y
- 最多連続バーディー
  - 7連続 2008年明治チョコレートカップ 3R No.6～12

## 出演
テレビ
- ジャンクSPORTS（フジテレビ 2008年1月27日、2009年9月20日、2010年1月24日、3月14日）
- スポーツ大陸 自分を信じて〜ゴルフ・有村智恵〜（NHK総合 2009年10月19日）
- 夢対決!とんねるずのスポーツ王は俺だ!スペシャル（テレビ朝日 2009年1月2日、2010年1月2日）
- 関口宏の東京フレンドパークII（TBS 2010年3月4日）
- ナイナイのスポーツ絶対に負けられないガチバトル（テレビ朝日 2010年4月4日）
- 福女としゃべくり新春4時間半SP（日本テレビ 2011年1月1日）
- ちえゴルフ!（テレビ東京 2011年1月2日）
- 愛菜ちゃんの年末大感謝祭！！すご～い有名人とドキドキ遠足でSP！！（フジテレビ 2011年12月27日）
- 国分家のスポーツ忘年会（フジテレビ 2011年12月30日）
- めでたい！わいわいガチごるふ（テレビ東京 2012年1月1日）

ラジオ
- 2010 ラジオ日本新春スポーツスペシャル 原監督新春対談 連覇〜伝説への道～（ラジオ日本 2010年1月1日）

CM
- バンテリンコーワ液W（興和、2010年7月下旬）
- EXILIM（カシオ計算機、2010年9月）
- バンテリンコーワサポーター（興和）
- コラントッテ ミライへ篇・フォトジェニック篇（アーク・クエスト）
- AIR 女子プロゴルファー 有村智恵篇・ピロー篇（西川産業）
- ウイダーinゼリー 翼はえるゴルフ編（森永製菓、2011年10月1日）

PV
- フレンチ・キス 「君なら大丈夫」（2011年5月11日)

ムック
- 有村智恵のスーパー美スイング（三栄書房、2011年6月）

Web
- 月刊 有村智恵 (fan+)